# Slag bij Tyndaris
De Slag bij Tyndaris was een zeeslag in de Eerste Punische Oorlog die plaatsvond voor de kust van Tyndaris (huidig Tindari) in 257 v.Chr.. Tyndaris was een Siciliaanse stad, gesticht als een Griekse kolonie in 396 v.Chr. en bevond zich op het kust-hoogland uitkijkend over de Tyrreense Zee in de Golf van Patti. Hiëro II, tiran van Syracuse, stond het toe dat Tyndaris een basis voor het Carthaagse leger werd. Echter, na deze zeeslag, die plaatsvond in de wateren tussen Tyndaris en de Eolische Eilanden met Marcus Atilius Regulus aan het hoofd van de Romeinse vloot, viel de stad Rome ten deel. Vervolgens werd Hiero II een loyale bondgenoot van Rome.
Deze zeeslag werd gevolgd door de Slag bij Kaap Ecnomus.